# Crkva sv. Jurja u Senti
Crkva sv. Jurja u katolička crkva u subotičkoj gradskoj četvrti Senti, posvećena sv. Jurju. Ovo je župna crkva. Župa je ovdje 1841. uspostavljena na teritoriji župe sv. Terezije. Bogoslužni jezici su hrvatski i mađarski. Matične knjige vode se od 1841. Danas je župnik István Palatinus.
Ova je crkva nadomjestila bogomolju koja je bila u jednostavnom domu. 
Crkva sv. Jurja sagrađena je 1896. u neogotičkomstilu. Duga je 47,5 m, široka 17 m. Popriječni je brod dug 26,5 metara, a unutarnji brod je visok 14,35 metara. Imala je crkva toranj visok 45 m koji je oluja razorila 1925., a poslije je obnovljen u istom stilu. Obnovu ove crkve vodio je poznati subotički arhitekt Tit Mačković. Crkva ima tri zvona. 

## Vanjske poveznice
- Rimokatolička župa Svetog Jurja  Arhivirana inačica izvorne stranice od 18. veljače 2013. (Wayback Machine)